# BASA-press
BASA-press a fost o agenție de presă din Republica Moldova. Fondată în 1992 de un grup de ziariști care colaborau (pe atunci) la ziarul Parlamentului Republicii Moldova Sfatul Țării: Valeriu Reniță, Vasile Botnaru, Sandu Canțâr, Val Butnaru, aceasta a fost prima agenție de presă independentă din țară și a activat până în decembrie 2009.